# Henry Royce
Cet article concerne Henry Royce. Pour la marque automobile qu'il a fondée, voir Rolls-Royce Limited. Pour son cofondateur, voir Charles Rolls.
Frederick Henry Royce, né le 27 mars 1863 à Alwalton (Cambridgeshire) et décédé le 22 avril 1933 à West Wittering (Sussex), est un mécanicien britannique, pionnier de l'histoire de l'automobile et de l'aviation. En 1904, il fonde avec Charles Rolls le constructeur automobile et aéronautique Rolls-Royce.

## Biographie

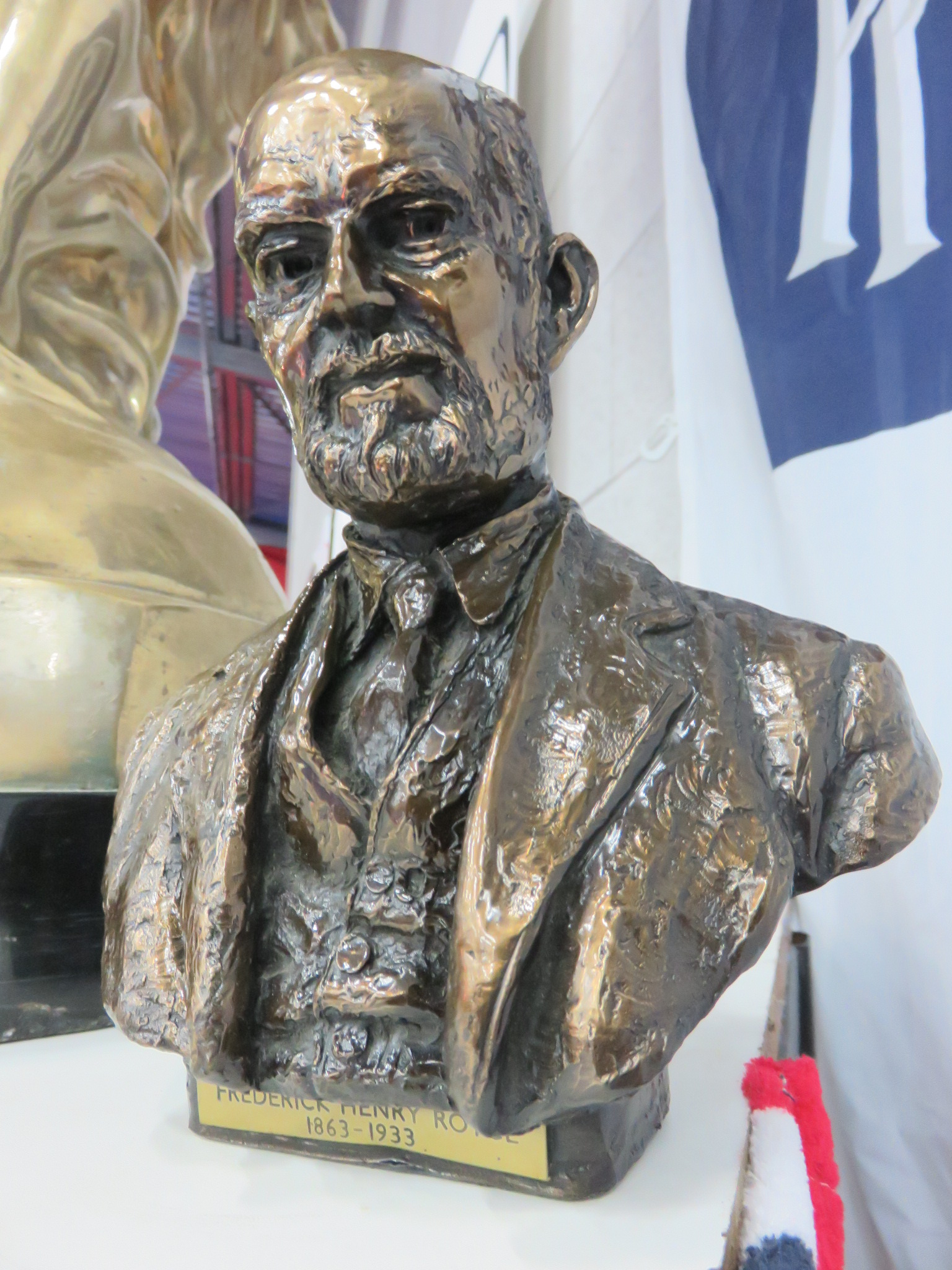
Buste d'Henry Royce.

### L'enfance
Frederick Henry Royce naît le 27 mars 1863 à Alwalton dans le comté anglais de Cambridgeshire, à 130 km au nord de Londres où il passe toute son enfance. Il est le fils de James et Mary Royce, famille de modestes meuniers, dernier né de cinq enfants. Dès son plus jeune âge, il se passionne pour l'ingénieuse mécanique du moulin à eau de son père.
En 1873, il est âgé de 10 ans au décès de son père et devient vendeur de journaux à Londres, puis il entre en apprentissage de mécanique sur les chantiers d'une des premières compagnies de chemin de fer britannique, la Great Northern Railway à Peterborough. Il s'initie en autodidacte à l'algèbre et aux principes fondamentaux de la mécanique. Il est ensuite employé dans une usine d'outillage de Leeds, où il devient rapidement formateur en mécanique pour ses collaborateurs.

### L'électromécanique
En 1882, âgé de 19 ans, il se passionne pour une nouvelle invention : les applications de l'électricité de la firme General Electric de l'inventeur Thomas Edison et se fait engager dans une des toutes premières compagnies d'électricité d'Angleterre. En 1886, déçu du manque d'évolution et de qualité technique de l'entreprise, il fonde, à Manchester avec son futur beau-frère Ernest Claremont, sa propre société, Cook Street, pour fabriquer du matériel électromécanique « plus simple et plus sûr » : des générateurs, des dynamos, des équipements électriques pour des usines. Ce matériel acquiert rapidement une notoriété de « qualité-fiabilité-solidité » et lui assure le succès et une notoriété commerciale nationale.

### L'automobile
Au début des années 1900, une nouvelle invention excite la curiosité d'Henry Royce : l'automobile. Il se paye une Decauville (De Dion-Bouton) d'occasion pour se rendre à son travail. Sa voiture le déçoit profondément. Elle démarre très mal, surchauffe, est très bruyante, peu puissante, vibre de toutes parts, est difficile à manier, tombe souvent en panne, est peu confortable... En 1902, Royce fonde la Royce Company à Manchester et y fabrique sa première voiture, la Royce 10 HP de 2 cylindres et 10 chevaux, en y mettant tout son génie, son esprit de simplification et son perfectionnisme. En 1903 le résultat est esthétique, luxueux, robuste, fiable, silencieux, confortable, souple, sans aucune vibration, démarre de façon fiable... Il se fait vite une excellente réputation dans tout le pays.

#### Fondation de Rolls-Royce

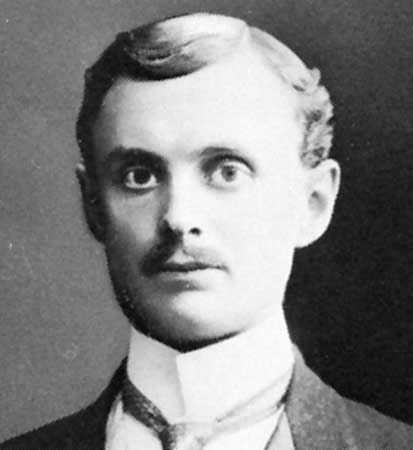
Association avec Charles Rolls en 1904.

Logo Rolls-Royce Cars

En mai 1904 Sir Charles Rolls, pilote pionnier de la compétition automobile et important concessionnaire importateur d'automobiles d'Europe, est déçu par le faible niveau technique des voitures d'alors. Il rencontre sans optimisme Henry Royce alors âgé de 41 ans, dont tout le monde parle : il est finalement profondément enthousiasmé par les essais. Enfin une voiture anglaise digne de tous les éloges, qu'il s'engage à commercialiser sous son nom. En décembre Rolls et Royce s'associent et fusionnent leurs entreprises en Rolls-Royce qui se fait immédiatement une réputation auprès des clients d'élite et aristocratiques de Charles Rolls. Les Rolls-Royce sont les voitures les plus chères, mais aussi les meilleures du monde, qui gagnent un respect international dès 1910. Malgré la notoriété et la fortune, Henri Royce reste cantonné à son atelier de mécanique seize heures par jour jusqu'à l'épuisement, à la recherche d'évolutions avec un désir insatiable et maniaque de perfection. Les artisans de son entreprise le surnomment « papa Royce ». Les premières Rolls-Royce sont présentées avec succès au Salon de L'Automobile de Paris en décembre 1904. Les voitures remportent de nombreuses courses des années 1900 où elles se distinguent par leur grande fiabilité. Charles Rolls gagne la course Tourist Trophy de l'île de Man de 1906 au volant d'une Rolls-Royce 30 HP et déclare « Comme je n'ai fait que rester assis à attendre que la voiture franchisse la ligne d'arrivée, le mérite revient à monsieur Royce qui en est le dessinateur et le constructeur. »

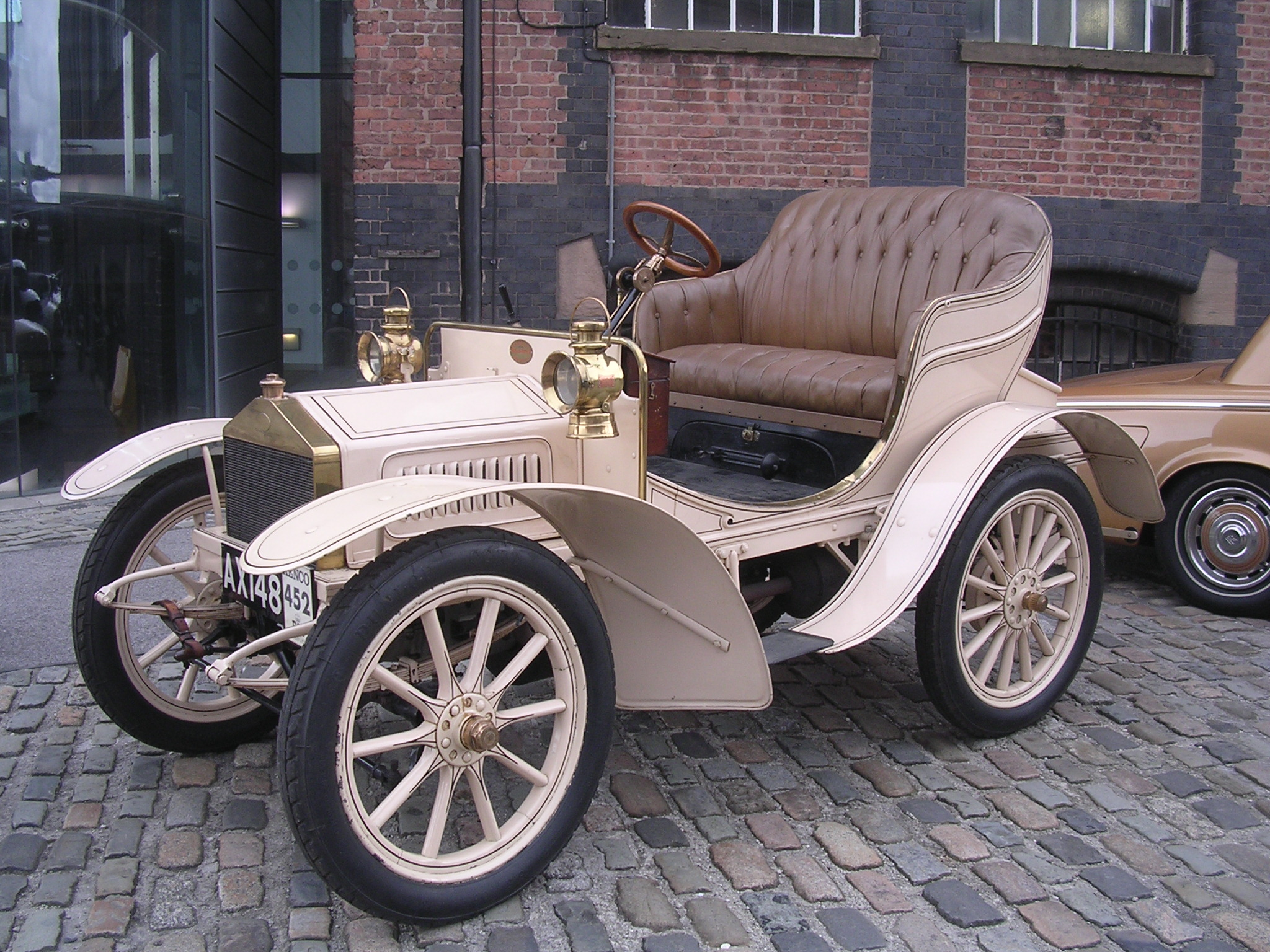
Première Rolls-Royce 10 HP 2-cylindres et 10 chevaux d'Henry Royce en 1904 (musée des Sciences et de l'Industrie de Manchester).
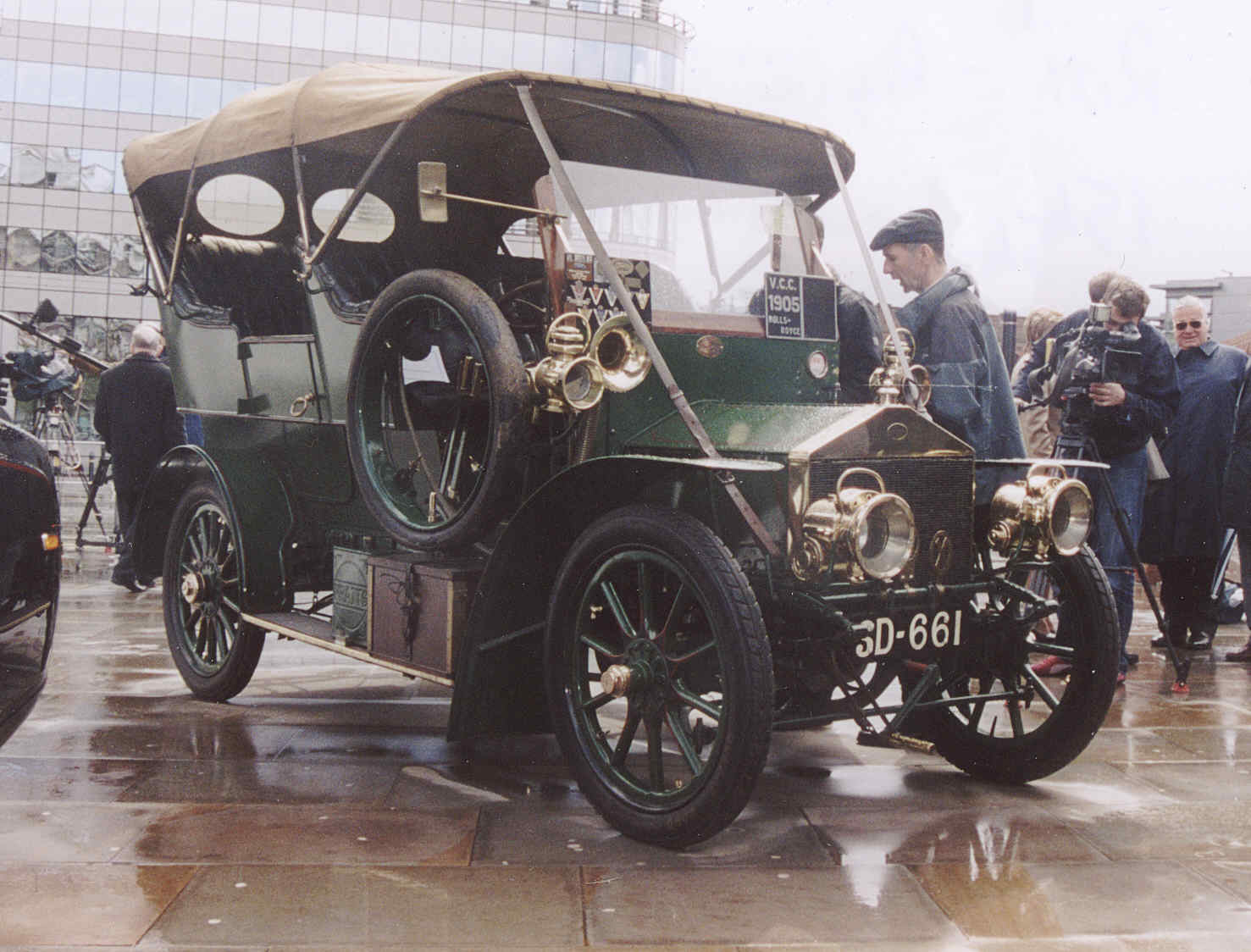
Rolls-Royce 15 HP de 1904 (seconde voiture d'Henry Royce).
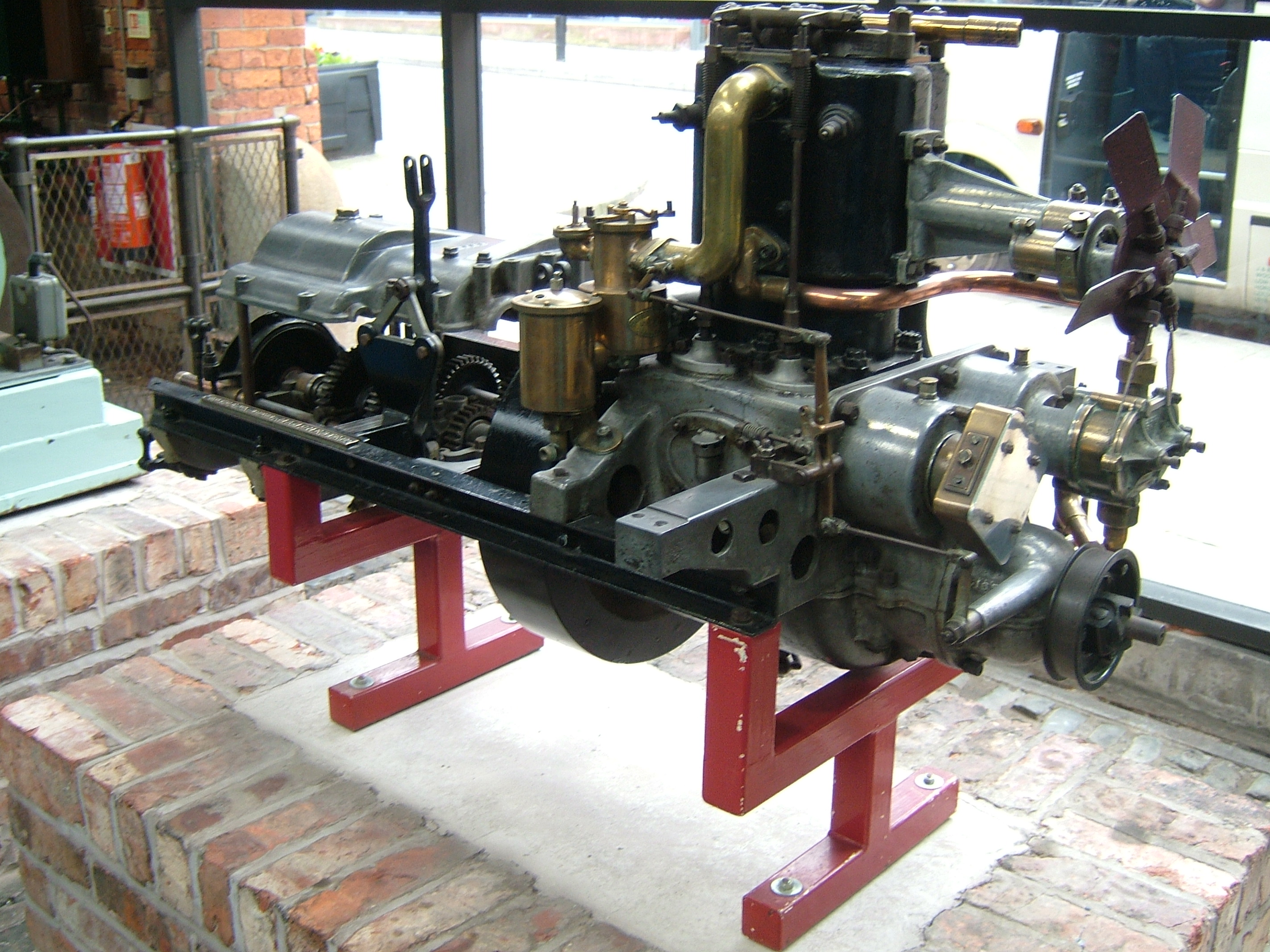
Moteur deux cylindres et boîte de vitesses de Rolls-Royce 15 HP précédente.

#### Rolls-Royce Silver Ghost

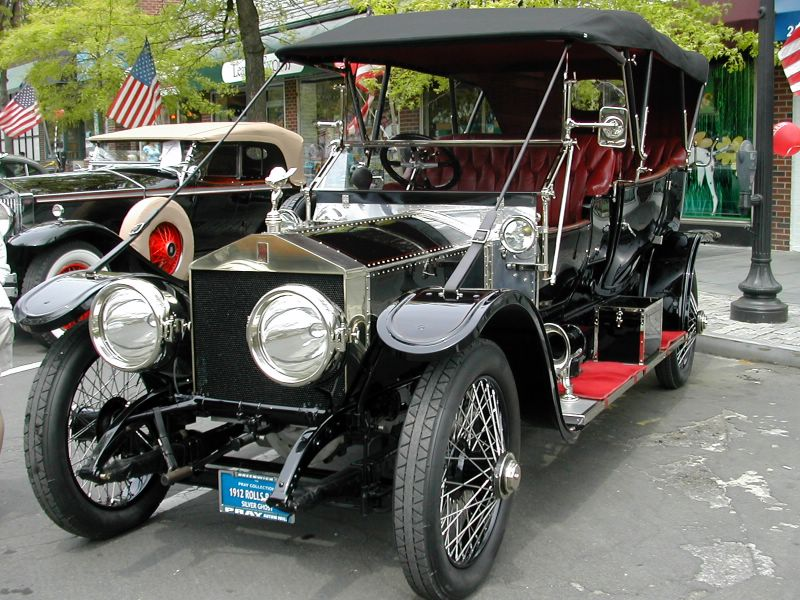
Rolls-Royce Silver Ghost, un des chefs-d’œuvre d'Henri Royce en 1906.

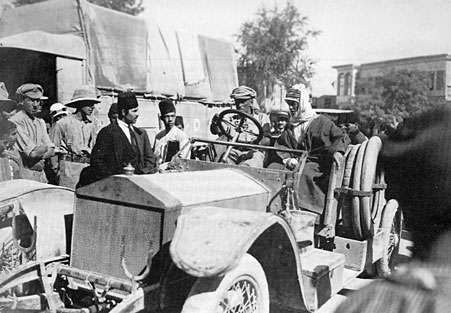
Lawrence d'Arabie dans sa Rolls-Royce Silver Ghost blindée Blue-Mist, en 1918 durant la Première Guerre mondiale dans le désert de Damas en Syrie.

En 1906, Henry Royce crée le chef-d’œuvre de sa vie, pour le Salon de l'automobile de Londres de novembre, la Rolls-Royce Silver Ghost (Rolls-Royce Fantôme d'argent, en anglais, car elle semble glisser dans l'air aussi silencieuse qu'un fantôme, et pour ses carrosseries en aluminium et en argent). Il s'agit de la meilleure voiture qu’il ait jamais fabriquée selon lui. C'est la voiture la plus prestigieuse du monde de l'époque, la plus célèbre de toutes les Rolls-Royce, avec un niveau de fiabilité technique jamais atteint depuis par la plupart des constructeurs d'aujourd'hui. Une des voitures les plus chères du monde qui bat le record d'alors du Scottish reliability Trials en couvrant 23 120 km sans un seul incident technique (l'originale appartient toujours à Rolls-Royce, en parfait état de fonctionnement avec 920 000 km au compteur).
Le célèbre officier et écrivain britannique Lawrence d'Arabie en disait : « Une Rolls-Royce dans le désert vaut tout l'or du monde. » eu égard à son exceptionnelle fiabilité dans les conditions les plus hostiles.

### Décès de Charles Rolls
Le 12 juillet 1910, Charles Rolls se tue accidentellement lors d'un meeting aérien au-dessus de Bournemouth, neuf jours après avoir battu le record de traversée de la Manche en avion.
En 1911, Lord Montagu de Beaulieu, un fan de Rolls-Royce, présente à la direction le sculpteur Charles Sykes, qui sculptera la mascotte allégorique de la marque : « The Spirit of Ecstasy » (L'Esprit d'Extase), surnommée The Flying Lady (la femme volante), devenue célèbre emblème de Rolls-Royce, pour enjoliver tous les bouchons de radiateur de la marque.

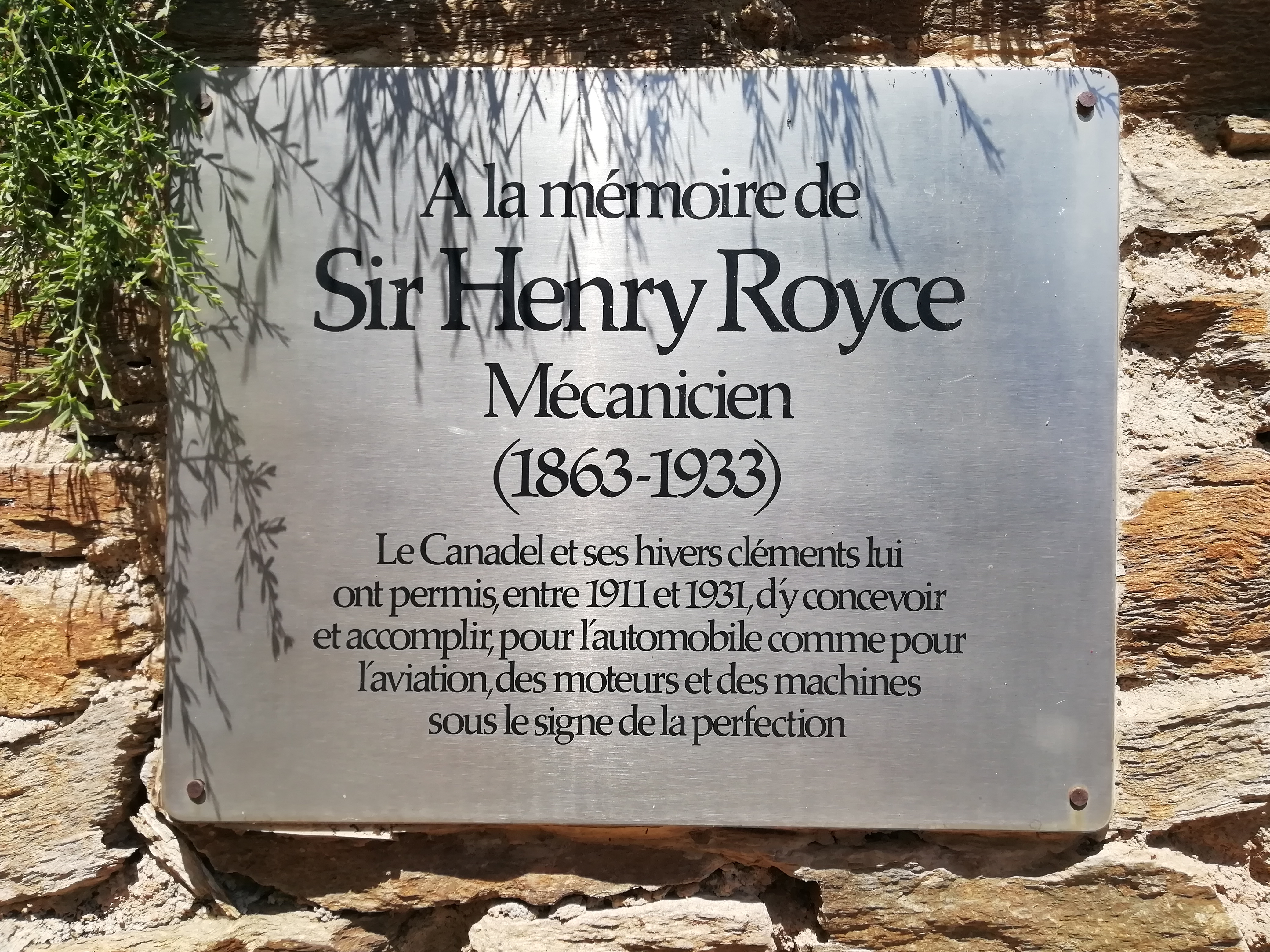
Plaque à Canadel (France).

À partir de 1912 la santé d'Henry Royce décline gravement, et ses médecins lui conseillent de se ménager, ne lui donnant que quelques années à vivre. Il passe alors tous ses hivers jusqu'à la fin de sa vie dans sa Villa Mimosa de Rayol-Canadel-sur-Mer, près de Saint-Tropez sur la Côte d'Azur, sur les conseils de son associé Claude Johnson (1864-1926), puis dans sa villa-bureau-d'étude voisine baptisée The Office (le bureau) où il travaille avec une équipe d'ingénieurs et de dessinateurs industriels, en liaison avec son usine Rolls-Royce de Derby (Royaume-Uni).
En 1914, la société Rolls-Royce plc (aéronautique) est créée pour fabriquer des moteurs d'avion pour la Première Guerre mondiale (pour devenir en 2009 le deuxième fabricant mondial de moteurs d'avion après General Electric Aviation). En 1931, Rolls-Royce rachète et fusionne avec Bentley, son plus important concurrent industriel et sportif.
En 1918 Henry Royce est anobli par le roi George V par le titre de noblesse britannique de chevalier de l'Ordre de l'Empire britannique (OBE, Sir (noblesse)), puis de 1er baronnet de la baronnie de Seaton dans le comté de Rutland en 1930, pour ses services rendus aux Forces armées britanniques avec entre autres le développement de son importante série de moteurs d'avions Rolls-Royce V12 (Rolls-Royce Eagle, Rolls-Royce Kestrel, Rolls-Royce R, Rolls-Royce Merlin...). Sans descendant, ses titres de noblesse n'ont pas été transmis à ses héritiers à sa disparition.
Le 22 avril 1933, Henry Royce décède à l'âge de 70 ans, à West Wittering, proche de Chichester, de son usine de Goodwood, et du Circuit de Goodwood, dans le Sussex de l'Ouest. Le logo Rolls-Royce avec un double R pour symboliser l’alliance des deux fondateurs Rolls et Royce, imprimé en rouge jusqu'en 1932, ne sera alors imprimé en noir que par choix esthétique (sans rapport selon Rolls-Royce, avec la disparition de son dernier fondateur).

## Quelques modèles conçus par Henry Royce

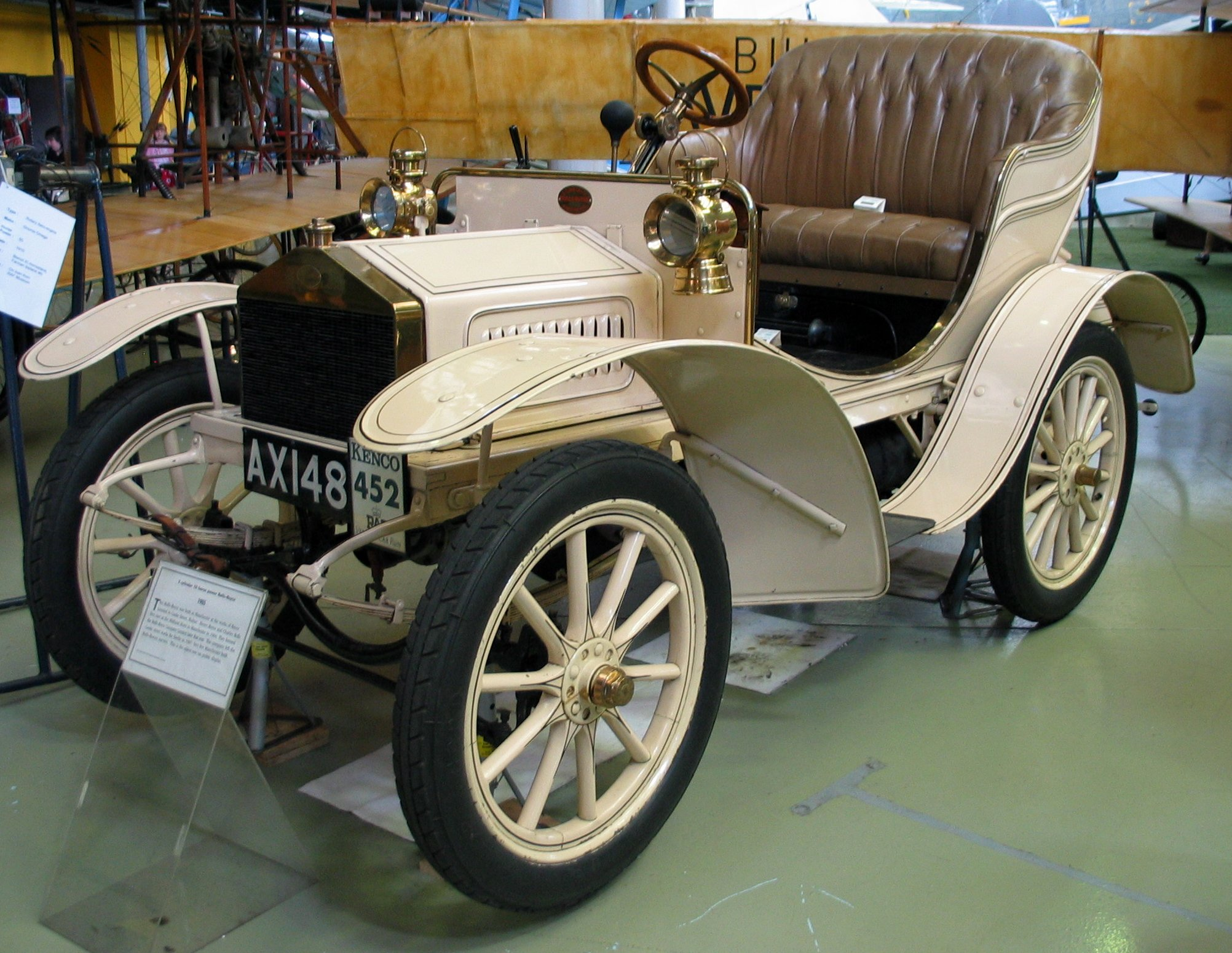
Rolls-Royce 10 HP (1904)
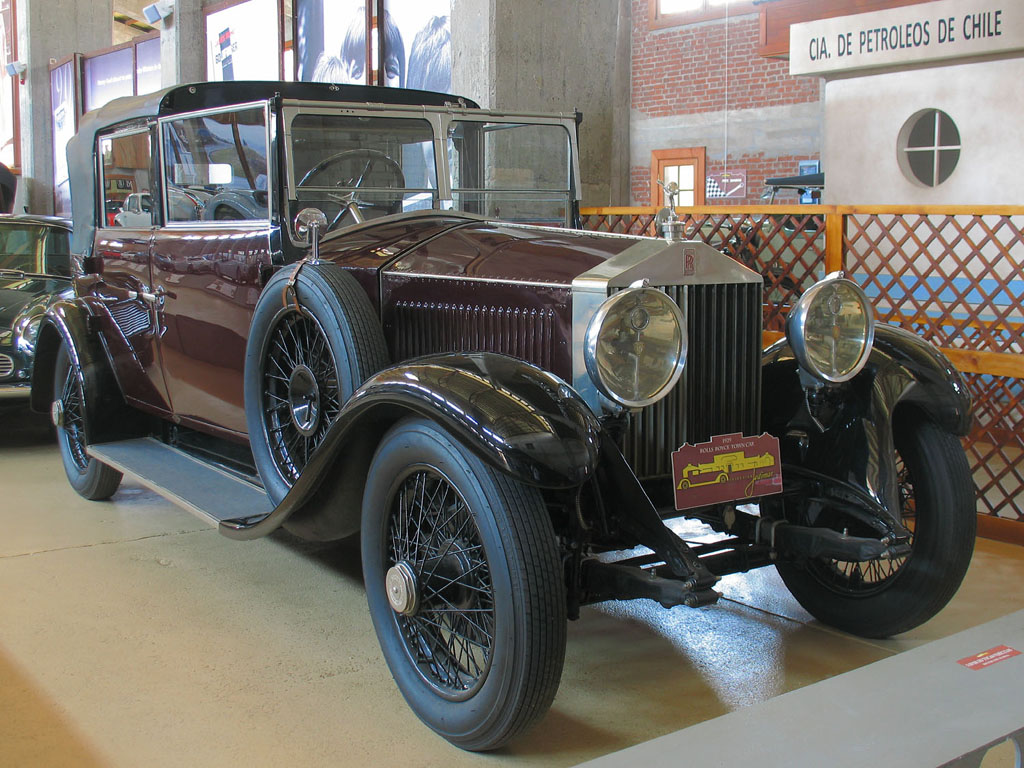
Rolls-Royce 20 hp (1905)
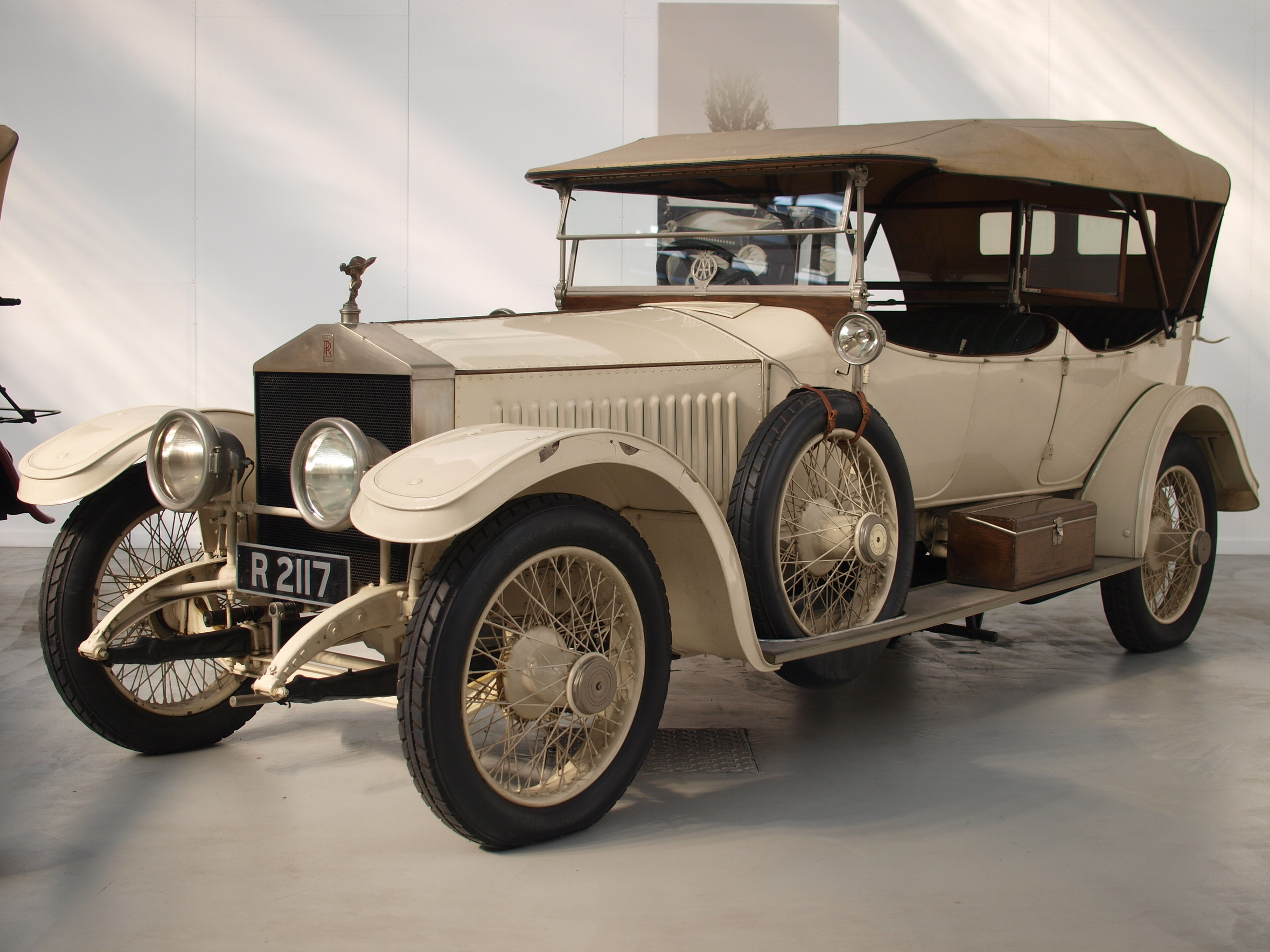
Rolls-Royce Silver Ghost (1907)
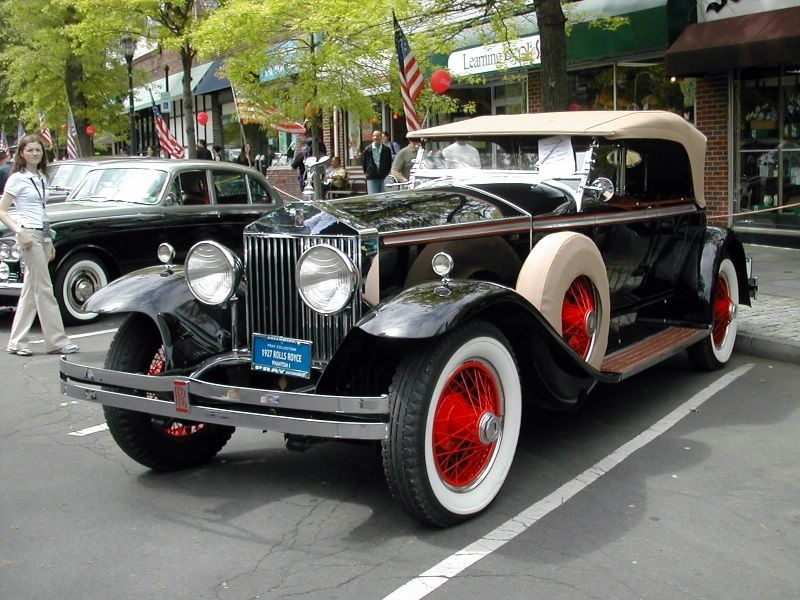
Rolls-Royce Phantom I (1925)
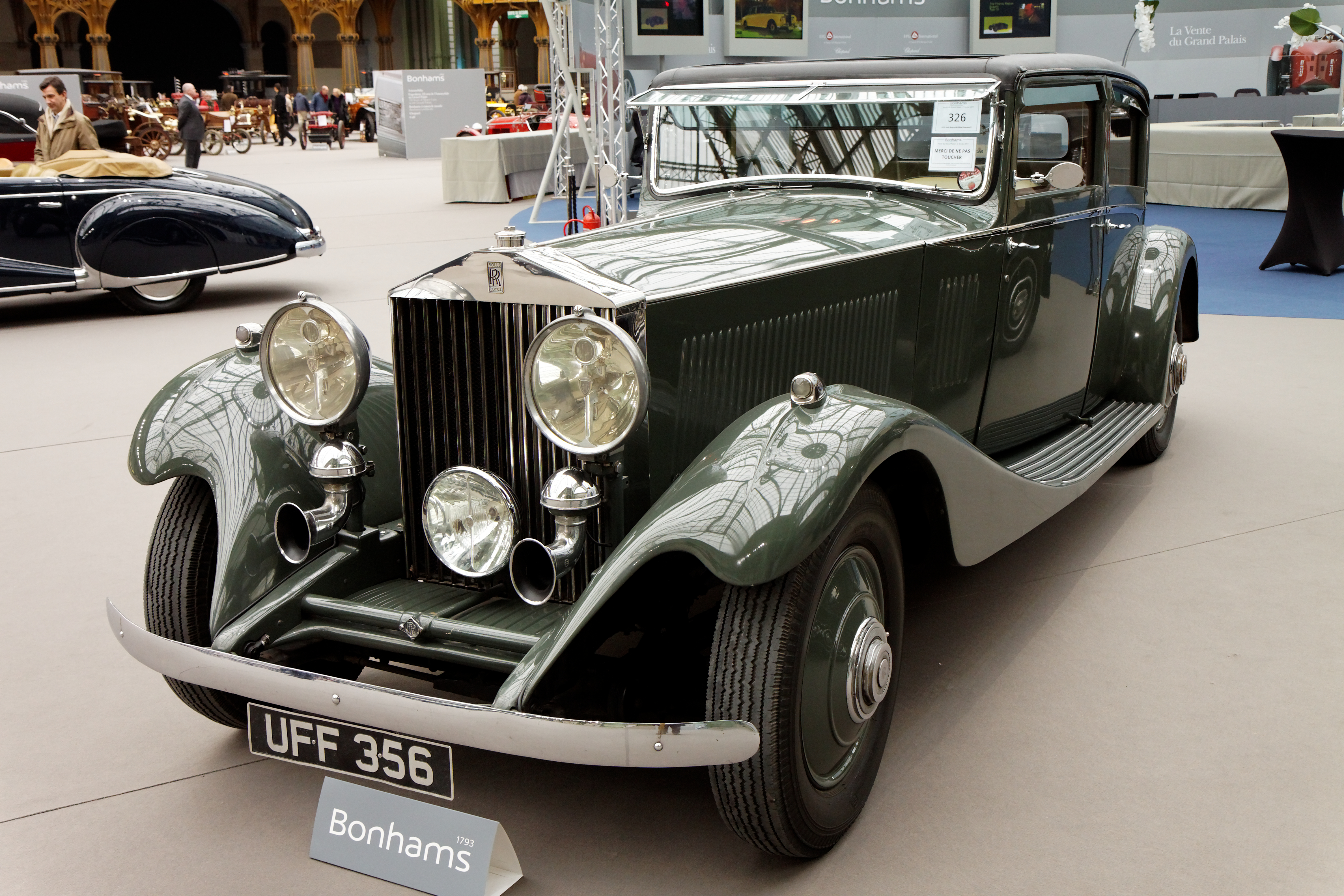
Rolls-Royce Phantom II (1929)
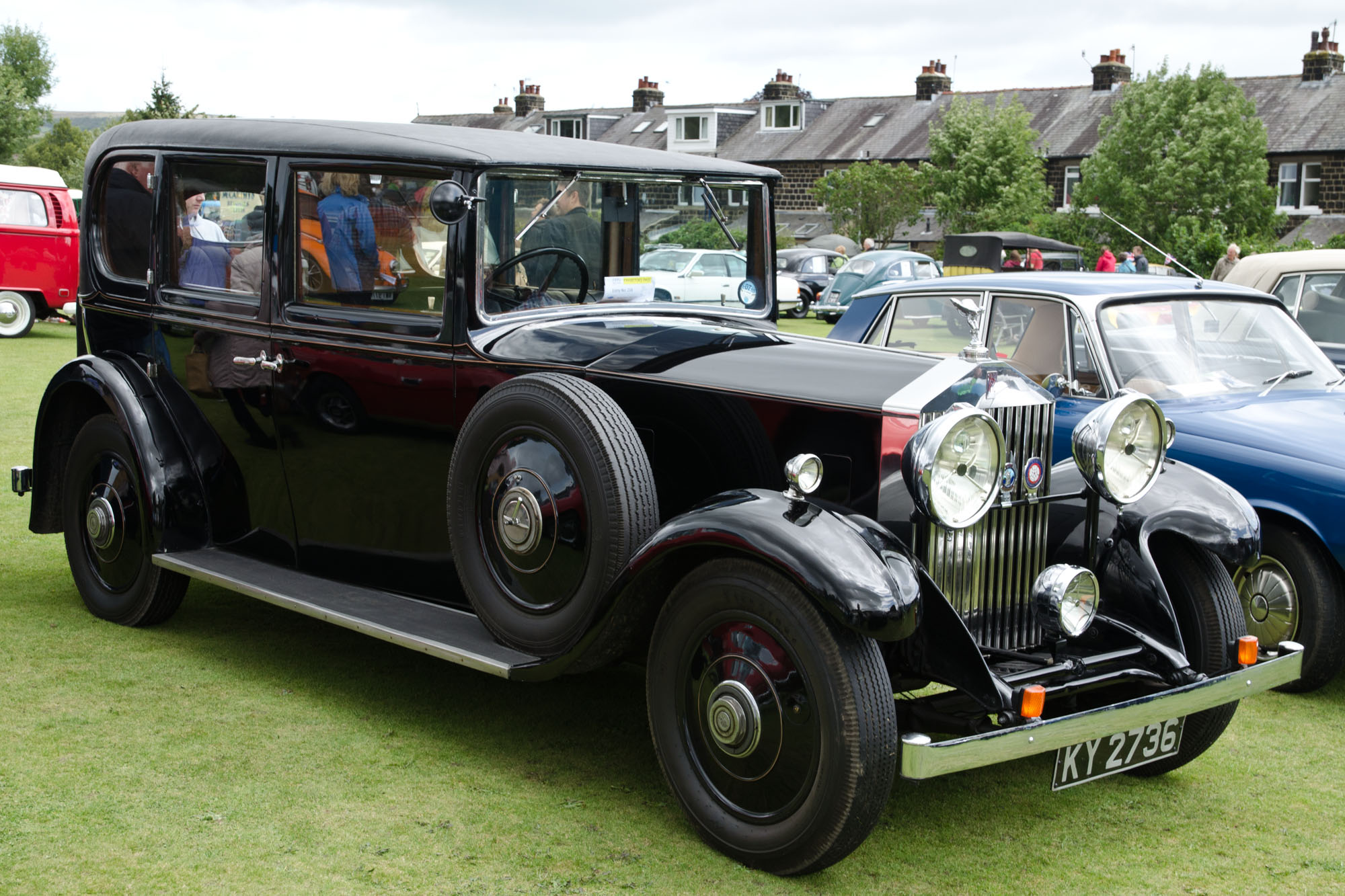
Rolls-Royce 20/25 HP (1929)

## Citations
- Henry Royce : « La qualité tiendra longtemps après que le coût ait été oublié. »
- Henry Royce : « Chercher la perfection en tout. Prendre le meilleur de ce qui existe et l'améliorer. Et quand rien n'existe, le concevoir. »
- Lawrence d'Arabie : « Une Rolls-Royce dans le désert vaut tout l'or du monde. »
- Charles Rolls : « Comme je n'ai fait que rester assis à attendre que la voiture franchisse la ligne d'arrivée, le mérite revient à monsieur Royce qui en est le dessinateur et le constructeur. »